# Multibeam echolood
Multibeam echolood, ook wel padloder, is een apparaat dat gebruikt wordt aan boord van hydrografische onderzoeksschepen, om de afstand tot de zeebodem mee te kunnen berekenen. Het is in principe een samengestelde singlebeam. De multibeam zendt in één keer, in tegenstelling tot de singlebeam, meerdere geluidspulsen uit onder verschillende hoeken. Deze bundel van pulsen vormt een verticale waaier onder het schip. Deze waaier loopt van loodrecht onder het schip in dwarsscheepse richting aan beide zijden. Door deze bundel wordt een pad gemeten op de zeebodem. Dit pad wordt breder naarmate de diepte groter wordt.
Een multibeam kan in principe niet correct werken zonder een bewegingscompensator en een geluidssnelheidsmeter.
Een geluidssnelheid meter is cruciaal voor een multibeam survey, omdat een geluidspuls die onder een hoek wordt uitgezonden, zeer veel hinder ondervindt van verschil in geluidssnelheid in water. Dit komt doordat een geluidspuls die in een andere laag water komt met een andere geluidssnelheid, breekt. Deze brekingshoek is te berekenen met de Wet van Snellius.